# Cirsium eriophorum
Cirsium eriophorum — вид квіткових рослин з родини айстрових (Asteraceae). Ареал: Європа (Албанія, Австрія, Бельгія, Чехія, Словаччина, Франція, Німеччина, Велика Британія, Греція, Угорщина, Ірландія, Італія, Нідерланди, Люксембург, Ліхтенштейн, Андорра, Польща, Румунія, Іспанія, Швейцарія, Словенія, Хорватія, Боснія та Герцеговина, Чорногорія, Сербія, Косово, Північна Македонія) й Туреччина.

## Середовище
Найчастіше росте на пасовищах, сухих луках, сонячних трав'янистих схилах, кам'янистих степах, вирубках і старих перелогах.

## Біоморфологічна характеристика
Дворічник. Товста, сильно колюча рослина. Корінь міцний, веретеноподібний. Стебло пряме, 50–150 см завдовжки, зазвичай розгалужене у верхній половині та облиствене по всій довжині. Приземні черешкові листки розташовані в розетці. Усі листки перисті до перисто-лопатевих, щільно притиснуті, шорсткі та щетинкоподібні на верхній поверхні, біло-повстяні на нижній. Віночок трубчастий, пурпуровий. Сім'янки тонкоборознисті, коричневі, пух білий блискучий.

## Використання
Молоде листя можна споживати в їжу сирим або приготовленим. Також можна використовувати в їжу квіткові бруньки й обчищені стебла. Пух насіння використовують як трут. Насіння всіх видів будяків дає хорошу олію за віджимом.